# А в этой сказке было так…
«А в этой сказке было так…» — советский мультипликационный фильм, снятый режиссёром Лидией Суриковой в 1984 году на студии ТО «Экран». Сюжет построен на основе русских народных сказок.

## Сюжет
Однажды Кощей Бессмертный поймал Кота-Учёного и пожаловался, что ему скучно и некого мучить. В обмен на помощь он обещал отпустить Кота. Кот в качестве такой помощи предложил Кощею жениться, однако чтобы не распугать невест, посоветовал злодею нарядиться добрым молодцем. Несмотря на столь хитроумную уловку, Кощей раз за разом терпел неудачу, но в конечном итоге всё же нашёл красную девицу, которая соглашается быть его женой. Однако в результате оказалось, что на самом деле его невеста — переодетая Баба-Яга.

## Создатели
- Автор сценария: Борис Ларин
- Режиссёр: Лидия Сурикова
- Художник-постановщик: Борис Моисеев
- Композитор: Иосиф Тамарин
- Оператор: Леонард Кольвинковский
- Звукооператор: Виталий Азаровский
- Художники-мультипликаторы: Ольга Анашкина, Кирилл Малянтович
- Куклы изготовили: Борис Караваев, Виктор Слетков, Надежда Лярская, А. Дегтярёв, Нина Пантелеева, Анатолий Гнединский
- Роли озвучивали:
  - Лев Дуров — Кот учёный,
  - Михаил Козаков — Кощей Бессмертный,
  - Евгений Киндинов — Кощей-царевич,
  - Елена Чернова — Баба-Яга, она же «Красна девица»,
  - Юрий Медведев — царь — отец Несмеяны,
  - Евгения Симонова — царевна Несмеяна,
  - Рогволд Суховерко — лягух, отец Царевен-лягушек
- Монтаж: Татьяны Моргуновой
- Редактор: Алиса Феодориди
- Директор: Игорь Гелашвили